# Грин-Маунт
Кладбище Грин-Маунт (англ. Green Mount Cemetery) — историческое сельское кладбище в Балтиморе, штат Мэриленд, США. Основанное 15 марта 1838 года и посвящённое 13 июля 1839 года, оно известно большим количеством исторических личностей, захороненных на его территории, а также многими известными семьями из района Балтимора. Оно сохранило название Грин-Маунт (Зелёная гора), с тех пор как земля была куплена у наследников балтиморского торговца Роберта Оливера. Грин-Маунт — это сокровищница драгоценных произведений искусства, в том числе поразительных работ крупных скульпторов, в том числе Уильяма Райнхарта и Ганса Шулера.
Кладбище было внесено в Национальный реестр исторических мест США в 1980 году. Экскурсии проводятся в разное время года.
Помимо Джона Уилкса Бута, здесь похоронены ещё два заговорщика в убийстве Авраама Линкольна — Сэмюэл Арнольд и Майкл О’Лафлен. Посетители кладбища обычно оставляют монеты на могилах троих мужчин; на монете в один цент изображен президент, которого они пытались убить.
Отрекшийся от престола король Эдуард VIII и его жена, герцогиня Виндзорская, планировали похороны на купленном участке в Розовом круге на кладбище Грин-Маунт, недалеко от того места, где был похоронен отец герцогини. Однако в 1965 году соглашение с королевой Елизаветой II разрешило похоронить короля и герцогиню рядом с другими членами королевской семьи в Королевской усыпальнице недалеко от Виндзорского замка.

## Известные погребения

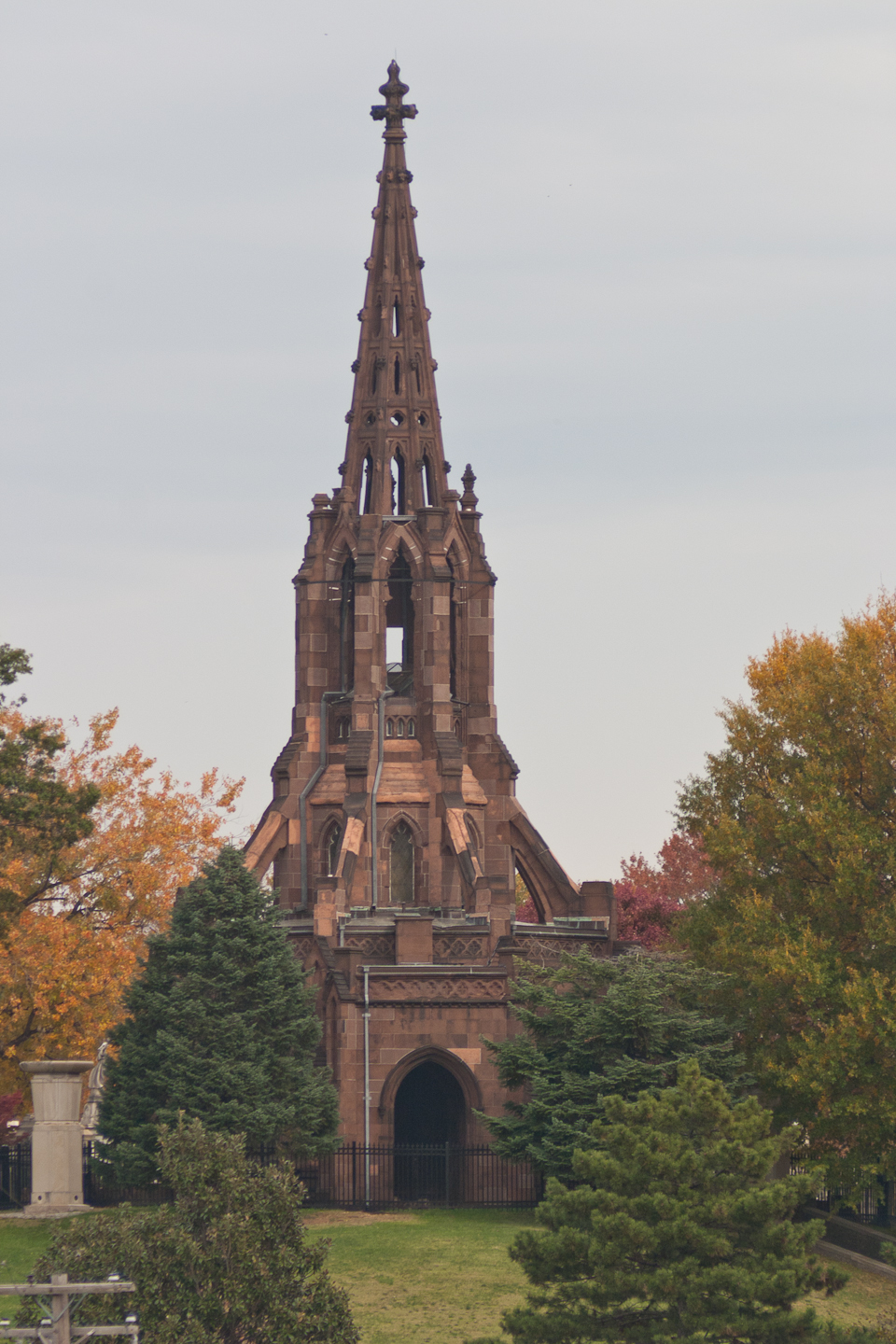
Часовня кладбища Грин-Маунт, вид с юго-запада

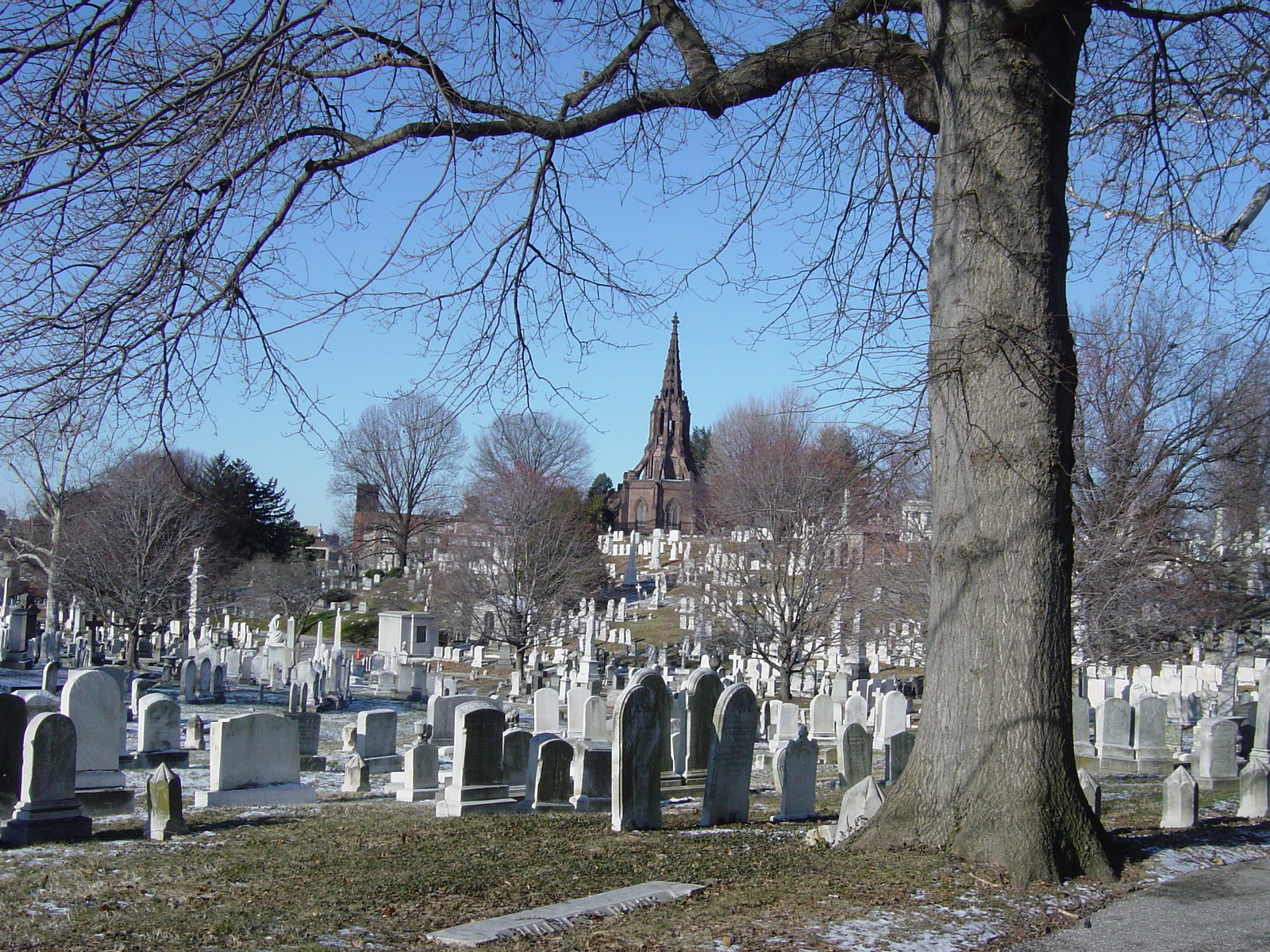
Юго-западный квартал, вид с северо-востока

- Элизабет (Бетси) Патерсон-Бонапарт (1785–1879) — родившаяся в Балтиморе жена брата Наполеона Жерома Бонапарта.
- Джон Уилкс Бут (1838–1865) — убийца президента Авраама Линкольна.
- Джуниус Брутус Бут (1796–1852) — известный английский актёр, выдающийся трагик начала и середины XIX века.
- Огастус Брэдфорд (1806–1881) — губернатор штата Мэриленд.
- Аллен Даллес (1893–1969) — директор Центрального разведывательного управления и член Комиссии Уоррена.
- Джонни Эк (1911–1991) — американский исполнитель шоу уродов, родившийся без ног.
- Арнольд Элзи (1816–1871) — генерал гражданской войны на стороне Конфедерации из Мэриленда.
- Джонс Хопкинс (1795–1873) — бизнесмен и меценат. Он завещал значительное наследство, чтобы основать Университет Джонса Хопкинса и Госпиталь Джонса Хопкинса.
- Бенджамин Хьюджер (1805–1877) — кадровый артиллерийский офицер армии США и генерал Конфедерации во время Гражданской войны в США.
- Джозеф Джонстон (1807–1891) — военный офицер армии Конфедеративных Штатов во время Гражданской войны в США.
- Джон Пендлтон Кеннеди (1795–1870) — конгрессмен и министр военно-морских сил США.
- Харриет Ребекка Лэйн Джонстон (1830–1903) — племянница президента Джеймса Бьюкенена, была первой леди США с 1857 по 1861 год.
- Сидней Ланье (1842–1881) — поэт и музыкант.
- Бенджамин Генри Латроб II[англ.] (1806–1878) — инженер-строитель и ландшафтный архитектор Грин-Маунт[6].
- Уолтер Лорд (1917–2002) — писатель, наиболее известный своей книгой о гибели Титаника «Последняя ночь «Титаника»».
- Чарльз Маршалл (1830–1902) — полковник армии Конфедеративных Штатов.
- Луис Маклейн (1786–1857) — конгрессмен США от Делавэра, министр финансов США, а затем государственный секретарь США.
- Джон Нельсон (1794–1860) — генеральный прокурор США.
- Уильям Райнхарт (1825–1874) — скульптор.
- Джордж Хьюм Стюарт (1828–1903) — генерал Конфедерации во время Гражданской войны в США.
- Исаак Тримбл (1802–1888) — офицер армии США, инженер-строитель, выдающийся руководитель строительства железных дорог, а также генерал Конфедерации во время Гражданской войны в США.
- Уильям Томпсон Уолтерс (1820–1894) — торговец, банкир, железнодорожный магнат и коллекционер произведений искусства.
- Джон Генри Уиндер (1800–1865) — генерал Конфедерации во время Гражданской войны в США.